# Anyone but Me
Anyone but Me è un singolo del cantautore britannico Steven Wilson, pubblicato il 12 maggio 2021 come unico estratto dalla riedizione del sesto album in studio The Future Bites.

## Descrizione
Il brano era stato inizialmente pensato per essere parte integrante della lista tracce di The Future Bites, nel quale figurava come traccia di chiusura. Tuttavia, a causa della pandemia di COVID-19 e della conseguente posticipazione della pubblicazione dell'album, Wilson ha deciso di sostituirlo con Count of Unease. Riguardo al significato del testo, lo stesso Wilson ha spiegato:

## Tracce
Testi e musiche di Steven Wilson.
1. Anyone but Me – 3:53

## Formazione
Musicisti
- Steven Wilson – sintetizzatore, pianoforte, organo Hammond, chitarra acustica, basso, voce
- David Kosten – programmazione, arrangiamento strumenti ad arco
- Fyfe Dangerfield – voce
- Michael Spearman – batteria
- London Session Orchestra – strumenti ad arco
- Guy Protheroe – direzione

Produzione
- David Kosten – produzione, registrazione, missaggio
- Steven Wilson – produzione
- Marco Pasquariello – registrazione aggiuntiva
- Mo Hausler – montaggio
- Bob Ludwig – mastering